# Kamionka
Kamionka è un comune rurale polacco del distretto di Lubartów, nel voivodato di Lublino.
Ricopre una superficie di 111,85 km² e nel 2006 contava 6 433 abitanti.